# Félix Hy
L'abbé Félix Charles Hy  (Mouliherne, 12 mai 1853 - mort à Angers le 15 septembre 1918) est un botaniste et religieux français. Il a consacré ses recherches de taxonomie au problème des hybrides, leur identification et classification.

## Biographie
Il fréquenta d'abord l'institution de Combrée, dont l'un des maîtres, l'abbé Ravain, encouragea son goût pour les sciences naturelles. Il étudia ces matières à l'université de Rennes, dont il sortit licencié en 1877. L'évêque Freppel lui proposa d'emblée d'enseigner la botanique à la Faculté libre des sciences d'Angers. Ses observations sur les mousses et lichens de l'ouest de la France, étendues aux espèces de la région méditerranéenne grâce à des missions au laboratoire de recherches du Jardin des plantes de Montpellier, enfin complétées au laboratoire d'organographie et de physiologie du Muséum d'histoire naturelle de Paris, forment la matière de sa thèse de doctorat, soutenue en juillet 1884, devant la Faculté des Sciences de Paris, et qui a pour titre : « Recherches sur l'archégone et sur le développement du fruit des Muscinées. »
Membre de la Société mycologique de France, il accordait une grande importance à la vulgarisation. Il organisait des excursions les jeudis, et multipliait les conférences publiques à l'Université d'Angers, et cela sur les sujets les plus divers : rôle des infiniment petits dans la nature, exploitation des crues de la Loire, étude des maladies parasitaires des arbres, aperçus sur la géographie botanique et l'évolution passée du règne végétal. Ses « Indications pratiques sur les champignons comestibles de l'Anjou » révèlent, outre une connaissance détaillée du sujet, le souci d'intéresser le public et de mettre les connaissances théoriques à la portée de tous.
Il a rédigé la quasi-totalité des articles de botanique et d'agronomie du Dictionnaire de la Bible de Vigouroux.
Pourtant, à partir de 1905, plusieurs attaques de paralysie réduisirent son activité physique ; bien qu'il continuât de se rendre pour ses cours à l'université, depuis 1907 il se voyait obligé de renoncer même aux petites excursions autour d'Angers. Il avait peine à se rendre à l'arboretum de la Maulévrie. Il avait l'intention de publier les résultats de longues observations, faites avec son ami Allard, sur les Chênes et les Conifères de cet arboretum ; mais sa maladie, qui s'aggrava subitement en août 1918, ne lui permit point d'exécuter ce projet et le força à quitter définitivement son laboratoire. Sur sa table de travail, on a retrouvé des Characées de Grande Bretagne et une note qu'il achevait sur la classification des Gymnospermes.

## Choix de publications
- 1880. Note -2e, 3e note sur les herborisations de la Faculté des sciences d'Angers en 1881, 1882. Impr. de Lachèse & Dolbeau
- 1881a. Le Parasitisme végétal, conférence faite à la Faculté libre des sciences d'Angers, le 23 décembre 1880. Ed. Germain & G. Grassin. 31 pp.
- 1881b. Sur un cas de polygamie observé dans la Bryone commune. Ed. Impr. de Lachèse & Dolbeau. 11 pp.
- 1884a. Recherches sur l'archégone et le développement du fruit des Muscinées. Ed. G. Masson
- 1884b. Tableaux analytiques de la flore d'Angers. Impr. de Lachèse & Dolbeau
- 1905. Aperçu historique sur la rouille des blés. Ed. Germain & G. Grassin. 12 pp.

### Livres
- 1894 Guide pratique pour les herborisations et la confection générale des herbiers, par Clotaire Duval,... avec la collaboration de MM. Ch. Flahault,... l'abbé Hue,... Fernand Camus,... Paul Hariot,... l'abbé Hy... Introduction de M. le Dr Bornet. Ed. Garnier frères. 157 pp.
- 1915. Flore d'Auvergne, par le frère Héribaud-Joseph,... avec une introduction et les characées du Plateau central, par l'abbé F. Hy,... Nouvelle édition. Ed. De Gigord. 640 pp.
- 1912. Dictionnaire de la Bible, sous la direction de F. Vigouroux : notices de botanique.

## Distinctions
- genre Hyella Bornet & Flahault a été baptisé en son honneur.